# Basingstoke & District Saturday Football League
Basingstoke & District Saturday Football League är en engelsk fotbollsliga baserad runt Basingstoke. Den har två divisioner och toppdivisionen Division 1 ligger på nivå 13 i det engelska ligasystemet.
Ligan är en matarliga till Hampshire Premier Football League.

## Mästare
| Säsong  | Premier Division |
| ------- | ---------------- |
| 2005/06 | New Inn          |
| 2007/08 | R & B Sports FC  |
| 2010/11 | FC Censo         |